# Tanaka Daisuke
Daisuke Tanaka (sinh ngày 6 tháng 1 năm 1983) là một cầu thủ bóng đá người Nhật Bản.

## Sự nghiệp câu lạc bộ
Daisuke Tanaka đã từng chơi cho Shimizu S-Pulse, Tokushima Vortis, FC Gifu và MIO Biwako Kusatsu.